# Daimler Schroedter-Wagen
La Daimler Schroedter-Wagen è una autovettura prodotta dal 1892 al 1895 dalla Casa automobilistica tedesca Daimler Motoren Gesellschaft.

## Profilo e caratteristiche
La Schroedter-Wagen è stata la prima Daimler ad essere stata prodotta in serie, sia pur molto limitata. La sua storia si ricollega direttamente a quella del modello Stahlradwagen: questo modello, presentato qualche anno prima, si rivelò troppo innovativo per l'epoca, e decisamente troppo spartano ed anticonformista rispetto al precedente modello Motorkutsche. I telai preparati per la Stahlradwagen vennero quindi riallestiti per realizzare un nuovo modello, imparentato con la Stahlradwagen stessa, ma decisamente più digeribile per i potenziali clienti.

Tutto questo avvenne in un clima di estrema tensione all'interno del direttivo della Daimler Motoren Gesellschaft, che in quel periodo non poteva contare sull'apporto di Wilhelm Maybach e di Gottlieb Daimler in persona, dal momento che i due, assieme ad altri dodici componenti dell'azienda, lasciarono lo stabilimento in seguito agli accesissimi contrasti tra Daimler stesso ed i soci fondatori Wilhelm Lorenz e Max von Duttenhofer. Fu quindi quest'ultimo ad occuparsi del progetto della nuova vettura.

Nacque così la Schroedter-Wagen, una vettura prodotta in appena dodici esemplari, un numero che oggi può far sorridere, ma che anche all'epoca era considerato insufficiente. Scarsa era la qualità della produzione, scarsa era l'affidabilità. Insomma, la Schroedter-Wagen si rivelò un fiasco. Mancavano le mani ed i cervelli di Daimler e Maybach.

La Schroedter-Wagen condivideva con la Stahlradwagen molte particolarità, prima fra tutte il tipo di telaio a struttura tubolare. Il cambio non era più a 4 marce, ma solo a 3, con frizione a cono. Il freno a mano era a ceppi.

La vettura poteva montare a scelta uno fra due motori: si trattava di due bicilindrici, rispettivamente di 760 o 1060 cm³. A parte la cilindrata, tali motori condividevano parecchio in comune, come l'alimentazione mediante carburatore a lambimento ed il rapporto di compressione di 2.5:1. Tali motori avrebbero fatto parte della gamma motoristica dell'erede della Schroedter-Wagen, ossia la Riemenwagen. La potenza erogata da tali propulsori era rispettivamente di 1.8 e 2.1 CV a 720 giri/min, quanto bastava per spingere la vettura ad una velocità massima di 18 km/h.

La produzione durò tre anni, fino al 1895. In quell'anno, Daimler ed i suoi colleghi tornarono alla sede originaria, dando inizio ad un programma di rinnovamento che avrebbe dato alla luce la Riemenwagen, che tornò ad avere successo.